# Something Happened on the Way to Heaven
«Something Happened on the Way to Heaven» es una canción del cantante inglés Phil Collins, lanzada como sencillo en abril de 1990 proveniente de su cuarto álbum de estudio, ... But Seriously (1989). La canción alcanzó el puesto número 4 en la lista Billboard Hot 100 de Estados Unidos y el número 15 en el UK Singles Chart. También aparece una versión en vivo en el álbum Serious Hits ... Live!. La canción a menudo se identifica por el gancho recurrente de "How many times can I say 'I'm sorry'?".
La canción fue escrita por Phil Collins y el guitarrista de Genesis/Collins Daryl Stuermer y fue producida por Collins y Hugh Padgham. También se incluyó en ...Hits. La canción fue escrita originalmente para la película La guerra de los Rose.

## Videoclip
Dirigida por Jim Yukich, producida por Paul Flattery y escrita por ambos para FYI. Un perro está durmiendo la siesta en un prado, soñando con estar en una película muda en la que salva a una mujer atada a las vías del tren de ser atropellada por un tren. La apertura de la canción se escucha débilmente en la distancia, proveniente de la puerta trasera abierta de una sala de conciertos, y el perro se despierta y se aventura a entrar. Aquí, Collins y su banda hacen una prueba de sonido y luego interpretan la canción mientras el perro explora las instalaciones, come de la mesa buffet de la banda, trepa por las pasarelas y se sienta brevemente al piano y la batería de Collins. Estas secuencias se intercalan con tomas desde la perspectiva en blanco y negro del perro, incluido un breve sueño en el que se sienta en una mesa formal llena de comida.
En dos momentos diferentes, el perro hace sus necesidades en el escenario, primero defecando cerca del corista Arnold McCuller, solo descubierto cuando pisa el desastre resultante, y luego orinando en la pierna del bajista Leland Sklar. Esto último ocurre cerca del final de la canción, y el video termina después de que Collins sonríe y limpia el zapato de Sklar con una toalla (Sklar no actuó en la grabación de estudio real; Nathan East completó las funciones de bajo).

## Formatos y versiones
- CD Maxi Sencillo
  1. "Something Happened on the Way to Heaven" – 4:37
  2. "Something Happened on the Way to Heaven" (One World Remix) – 5:38
  3. "I Wish It Would Rain Down" (Demo) – 5:19
- 7" sencillo
  1. "Something Happened on the Way to Heaven" (Edit) – 4:37
  2. "I Wish It Would Rain Down" (Demo) – 5:19
- 12" sencillo
  1. "Something Happened on the Way to Heaven" – 4:37
  2. "Something Happened on the Way to Heaven" (One World Remix) – 5:38
  3. "I Wish It Would Rain Down" (Demo) – 5:19

## Posicionamiento en listas
| Listas (1990)                         | Máxima posición |
| ------------------------------------- | --------------- |
| Alemania (Offizielle Deutsche Charts) | 26              |
| Australia (ARIA)                      | 58              |
| Bélgica (Flandes) (Ultratop 50)       | 8               |
| Canadá (RPM Top Singles)              | 1               |
| Canadá (RPM Adult Contemporary)       | 2               |
| Estados Unidos (Billboard Hot 100)    | 4               |
| Estados Unidos (Adult Contemporary)   | 2               |
| Estados Unidos (Mainstream Rock)      | 34              |
| Europa (Eurochart Hot 100)            | 22              |
| Finlandia (Suomen virallinen lista)   | 7               |
| Francia (SNEP)                        | 35              |
| Irlanda (IRMA)                        | 8               |
| Países Bajos (Dutch Top 40)           | 5               |
| Países Bajos (Mega Single Top 100)    | 9               |
| Reino Unido (Official Charts Company) | 15              |
| Suiza (Schweizer Hitparade)           | 26              |

## Versión de Deborah Cox
En 2003, la cantante canadiense Deborah Cox grabó una versión de R&B de la canción, que se incluyó en la compilación de tributo a Phil Collins Urban Renewal. Alcanzó el puesto 95 en el Billboard Hot 100. Se publicó un remix club/house como sencillo, que alcanzó el puesto número 1 en la lista de Billboard 'Hot Dance Airplay' de Estados Unidos en noviembre de 2003 y se mantuvo en el primer puesto hasta febrero de 2004. la canción pasó 11 semanas en el número 1, 10 de ellas consecutivamente, convirtiéndose en el primer sencillo en la lista en lograr esta hazaña, que mantendría hasta 2009, cuando Lady Gaga rompió ese récord con su sencillo "Poker Face", que pasó 15 semanas en la cima.